# Galepsus denigratus
Galepsus denigratus är en bönsyrseart som beskrevs av Max Beier 1954. Galepsus denigratus ingår i släktet Galepsus och familjen Tarachodidae. Inga underarter finns listade i Catalogue of Life.